# Floris Cohen

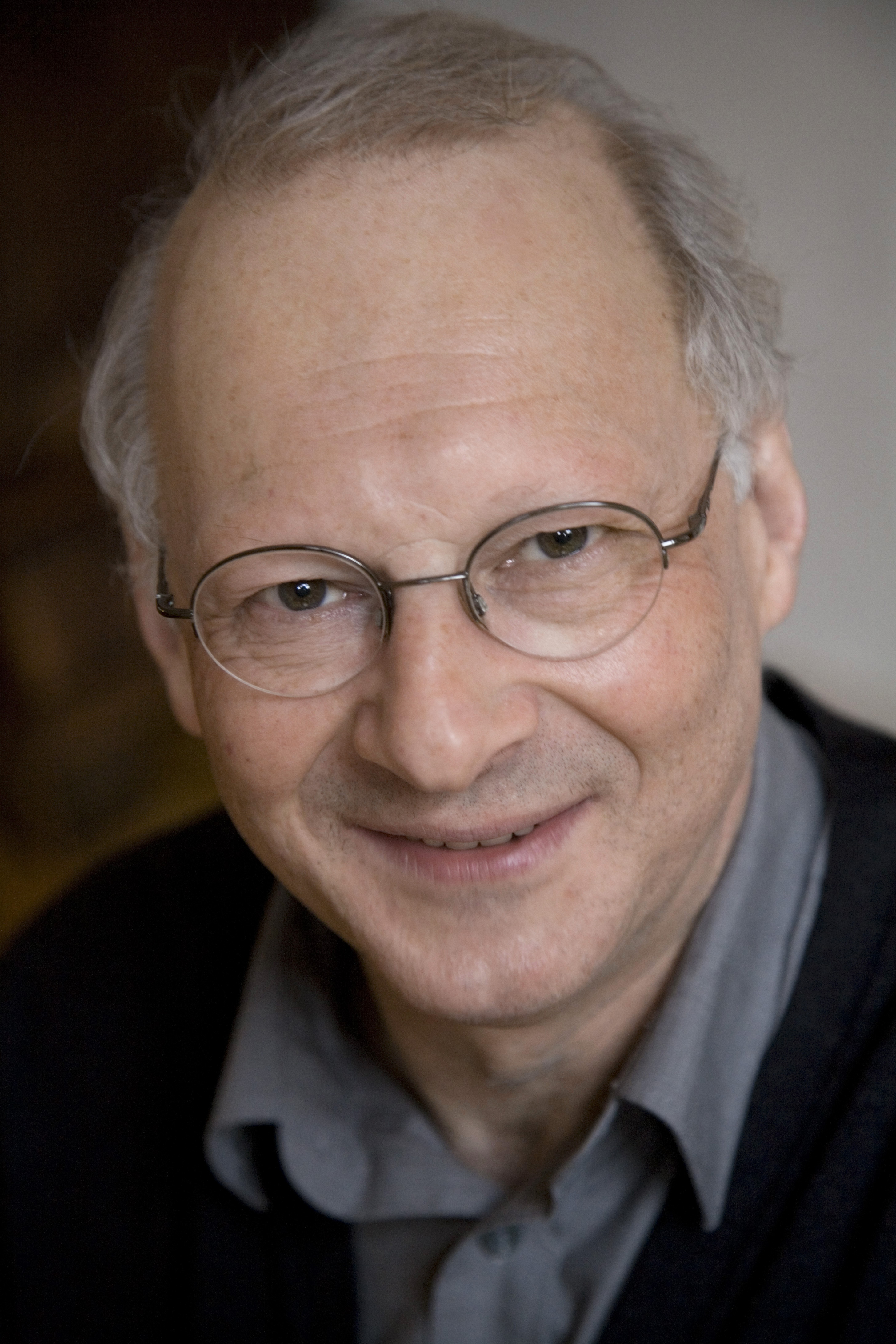
Floris Cohen

Hendrik Floris Cohen (* 1. Juli 1946 in Haarlem, Niederlande) ist ein niederländischer Wissenschaftshistoriker, der sich besonders mit der Geschichte der Naturwissenschaft beschäftigt.

## Leben
Cohen studierte ab 1970 an der Universität Leiden Geschichte im Fach Sozialwirtschaft und im Nebenfach Geschichte der Naturwissenschaft. 1974 promovierte er mit der Doktorarbeit Om het verneuwing van het socialisme. De politieke oriëntatie van de Nederlandse sociaal-democratie 1919–1930 (Über die Erneuerung des Sozialismus. Die politische Orientierung der niederländischen Sozialdemokratie 1919 – 1930), über die Bestrebungen der niederländischen Sozialdemokratie nach Erneuerung im ersten Dezennium nach dem Ersten Weltkrieg.
Cohen war von 1975 bis 1982 als wissenschaftlicher Mitarbeiter (Kurator) am Museum Boerhaave in Leiden angestellt. In den Jahren 1982 bis 2001 war er Hochschullehrer für Geschichte der Naturwissenschaft an der Universität Twente.
Regelmäßig erschienen in den Jahren 1984 bis 1991 Cohens Beiträge über Wissenschaft und Universitäten in der niederländischen Tageszeitung Trouw. Die Universität Utrecht ernannte ihn zum Professor für Vergleichende Geschichte der Naturwissenschaft.
Floris Cohen ist der ältere Bruder des bis 2010 amtierenden Bürgermeisters der Stadt Amsterdam Job Cohen und Sohn des Historikers Dolf Cohen.

## Veröffentlichungen (Auswahl)
- 1974: Om de vernieuwing van het socialisme. De politieke orientatie van de Nederlandse sociaal-democratie, 1919–1930, Universitaire Pers Leiden, Leiden, Niederlande.
- 1975: De strijd om de accademie: De Leidse universiteit op zoek naar een bestuursstruktuur (1967–1971). Uitgevereij Boom, Meppel.
- 1984: Quantifying Music: The Science of Music at the First Stage of the Scientific Revolution, 1580–1650, Reidel (seit 2004 Springer), Dordrecht ISBN 90-277-1637-4.
- 1994: The Scientific Revolution. A Historiographical Inquiry, University of Chicago Press, Chicago ISBN 0-226-11280-2.
- 2007: De herschepping van der wereld. Het ontstaan van de moderne natuurwetenschap verklaard, Bert Bakker, Amsterdam
  - 2010: Die zweite Erschaffung der Welt, Übersetzt von Andreas Ecke und Gregor Seferens, Campus Verlag, Frankfurt am Main/New York ISBN 978-3-593-39134-2.
- 2010: Isaac Newton en het ware weten (Isaak Newton und das wahre Wissen), Bert Bakker, Amsterdam ISBN 978-90-351-3454-6.
- 2010: How Modern Science Came Into the World. Four Civilizations, One 17th Century Breakthrough, Amsterdam University Press, Amsterdam ISBN 978-90-8964-239-4.